# 徐灶生
徐灶生（1901年8月15日—1984年3月26日），中華民國政治人物，中國國民黨籍。臺中市人，曾任臺灣省議員、臺灣省臨時省議員、臺中市議長。